# Irma Molina
María Irma Molina de Martínez (o Irma Molina) (n. 1917, Tarija, Bolivia-†30/12/04, Rosario, Santa Fe, Argentina) activista por los derechos humanos e integrante fundadora de Madres de la Plaza 25 de Mayo.

## Breve reseña
Tenía cuatro años cuando se murió su padre, diputado nacional, y en ese momoneto no hacía mucho tiempo que había perdido a dos de sus hermanitos. Desde entonces su madre, que tenía 36 años, se hizo cargo de la familia. Primero en Tarija, después en Villazón, Irma y sus nueve hermanos crecieron en un mundo difícil y muy cambiante.
Conoció a su esposo, el señor Martínez, un músico que venía desde otras tierras. Era pianista y director de su orquesta, y había llegado a Bolivia con un manojo de tangos que enamoraban a las jovencitas. La noche que lo conoció le había pedido a la orquesta el vals "Desde el alma", el que más le gustaba.
Un año y medio después, hacia 1945, Irma se casó con el pianista y se trasladó a Rosario, con 22 años.
Tuvo un hijo (que actualmente vive en Australia) y dos hijas: la mayor Francisca Paz Dora Cabezas (Tarija, 20/02/1936), que trabajaba como modista y era de Montoneros, mientras que la menor Marta Martínez estudiaba Filosofía y Letras en la Facultad de Humanidades y Artes y militó en el ERP. El 14 de mayo de 1977, ambas hermanas son secuestradas en su departamento de Buenos Aires. De acuerdo al testimonio de los vecinos se había preparado una zona liberada para detenerlas.
Desde entonces Irma comenzó la búsqueda, la travesía que la haría recorrer iglesias, cuarteles, juzgados, colas interminables en la OEA, cuando no había abogados ni jueces que se atrevieran a recibir las denuncias, cuando un habeas corpus costaba un millón de pesos.

## Creación de Madres Rosario
Junto a Lucrecia Martínez, Esperanza Labrador, Darwinia Gallicchio, Nelma Jalil, Norma Vermeulen y un puñado más de mujeres, integró el grupo que conformaría Madres de Plaza 25 de Mayo de Rosario. Junto a otras como Esperanza Labrador, Jalil o Finsterwald, empezó a viajar a Buenos Aires, a marchar con las Madres de Plaza de Mayo, donde conoció a Azucena Villaflor.

## Homenaje
En el acto del 24/03/10 en el Monumento Nacional a la Bandera, la agrupación HIJOS pidió un "aplauso interminable" para todas las Madres fallecidas, entre ellas Irma Molina.